# 伊達宗清 (吉岡伊達家)
伊達 宗清（だて むねきよ）は、江戸時代前期の陸奥国仙台藩一門。陸奥国黒川郡吉岡城城主。吉岡伊達家は伊達氏庶流飯坂氏。

## 略歴
慶長5年（1600年）、伊達政宗の三男として誕生した。慶長9年（1604年）に飯坂宗康の養嗣子となる。慶長15年（1610年）に11歳で元服し、後に伊達姓を賜り伊達河内守宗清と称した。黒川郡吉岡3万8千石を領し下草城に入り、元和元年（1615年）に吉岡要害の築城にかかり、翌年に吉岡要害に移った。
寛永11年（1634年）7月22日に死去した。享年35。墓所は天皇寺にある。死去の際に大和田佐渡ほか13人が殉死した。
吉岡伊達家は無嗣断絶となったが、のちに桑折重長の子・定長（のち宗長）が再び飯坂姓で跡を継いだ。